# Bras des Merles
Le bras des Merles est une rivière de l'île de La Réunion, département d'outre-mer français dans le sud-ouest de l'océan Indien. Il parcourt le cirque naturel de Mafate en s'écoulant du sud-est au nord-ouest. Il se jette dans le bras Sainte-Suzanne, qui est lui-même un affluent de la rivière des Galets. Son cours est ainsi entièrement situé sur le territoire de la commune de La Possession et dans le parc national de La Réunion.